# Prionus evae
Prionus evae är en skalbaggsart som beskrevs av Demelt 1972. Prionus evae ingår i släktet Prionus och familjen långhorningar.
Artens utbredningsområde är Pakistan. Inga underarter finns listade i Catalogue of Life.